# Dižveplov dioksid
Dižveplov dioksid, dimerni žveplov monoksid ali SO dimer  je anorganska spojina s formulo S2O2. Molekula je nestabilna z življenjsko dobo samo nekaj sekund. Ima asimetričen vrh in cis-planarno zgradbo s simetrijo C2v z dvema povezanima žveplovima atomoma. Oblika molekule je enaka molekuli tetražvepla S4. Vez S=O je dolga 145,8 pm in je krajša od vezi S=O v monomeru. Vez S-S je dolga 202,45 pm. Kot med atomi O-S-S meri 112,7°. Dipolni moment S2O2 je 3,17 D.

## Sinteza
Žveplov monoksid (SO) se spontano in reverzibilno pretvarja v dižveplov dioksid. To pomeni, da so za njegovo sintezo uporabne vse reakcije za sintezo žveplovega monoksida. Pripravi se lahko tudi z razelektritvami v žveplovem dioksidu. Ena od laboratorijskih metod je reakcija kisika z ogljikovim oksisulfidom ali parami ogljikovega disulfida. 
Elementarno žveplo in žveplov dioksid se ne spajata, nekatere eksotične vrste atomarnega žvepla pa so izjemno reaktivne in se spontano spajajo z žveplovim dioksidom in tvorijo žveplov monoksid. Vmesni produkt je dižveplov dioksid:
S + SO2 → S2O2
S2O2 ⇌ 2SO
Dižveplov dioksid nastaja tudi po mikrovalovnem praznjenju v žveplovem dioksidu, razredčenim s helijem. Pri tlaku 0,1 mmHg je 5 % produkta S2O2.
S2O2 je tudi prehodni produkt bliskovne fotolize zmesi vodikovega sulfida in kisika. V preteklosti so na osnovi ultravijoličnega spektra domnevali, da nastaja tudi med gorenjem žvepla.

## Lastnosti
Ionizacijska energija dižveplovega dioksida je 9,93±0,02  eV.

## Reakcije
Četudi obstaja S2O2 v ravnotežju z žveplovim monoksidom, z njim tudi reagira in tvori žveplov dioksid in dižveplov monoksid S2O.

## Kompleksne spojine
S2O2 je lahko ligand prehodnih kovin. Veže se na η2-S,S' položaj z obema žveplovima atomoma vezanima na  atom kovine, kar so prvič dokazali leta 2003. Bis-(trimetilfosfin) tiiran S-oksidni kompleks platine pri segrevanju v toluenu pri 110 °C odcepi eten in tvori kompleks (Ph3P)2PtS2O2. Iridijevi atomi lahko tvorijo kompleks [(dppe)2IrS2O], ki se pretvori v [(dppe)2IrS2O2], v katerem je dppe 1,2-bis(difenilfosfino)etan. Kompleks ima S2O2 na cis položaju. Pri enakih pogojih lahko nastane tudi trans kompleks, vendar ta vsebuje dva ločena SO radikala. Iridijev kompleks se lahko razgradi s trifenil fosfinom, pri čemer nastaneta trifenil fosfin oksid in trifenil fosfin sulfid.
Makro obroč S2O2 nima nobene zveze z molekulo S2O2. Obroč žveplovih in kisikovih atomov je lahko ligand za kovinske ione, na primer v 5,8-dioksa-2,11-ditia-[12]-o-ciklofanu.

## Anion
Anion S
2O−
2 lahko nastane v plinski fazi. Ion ima verjetno trikotno obliko z žveplovim atomom, vezanim na dva kisikova atoma in drugi žveplov atom. 